# Substitut de fromage

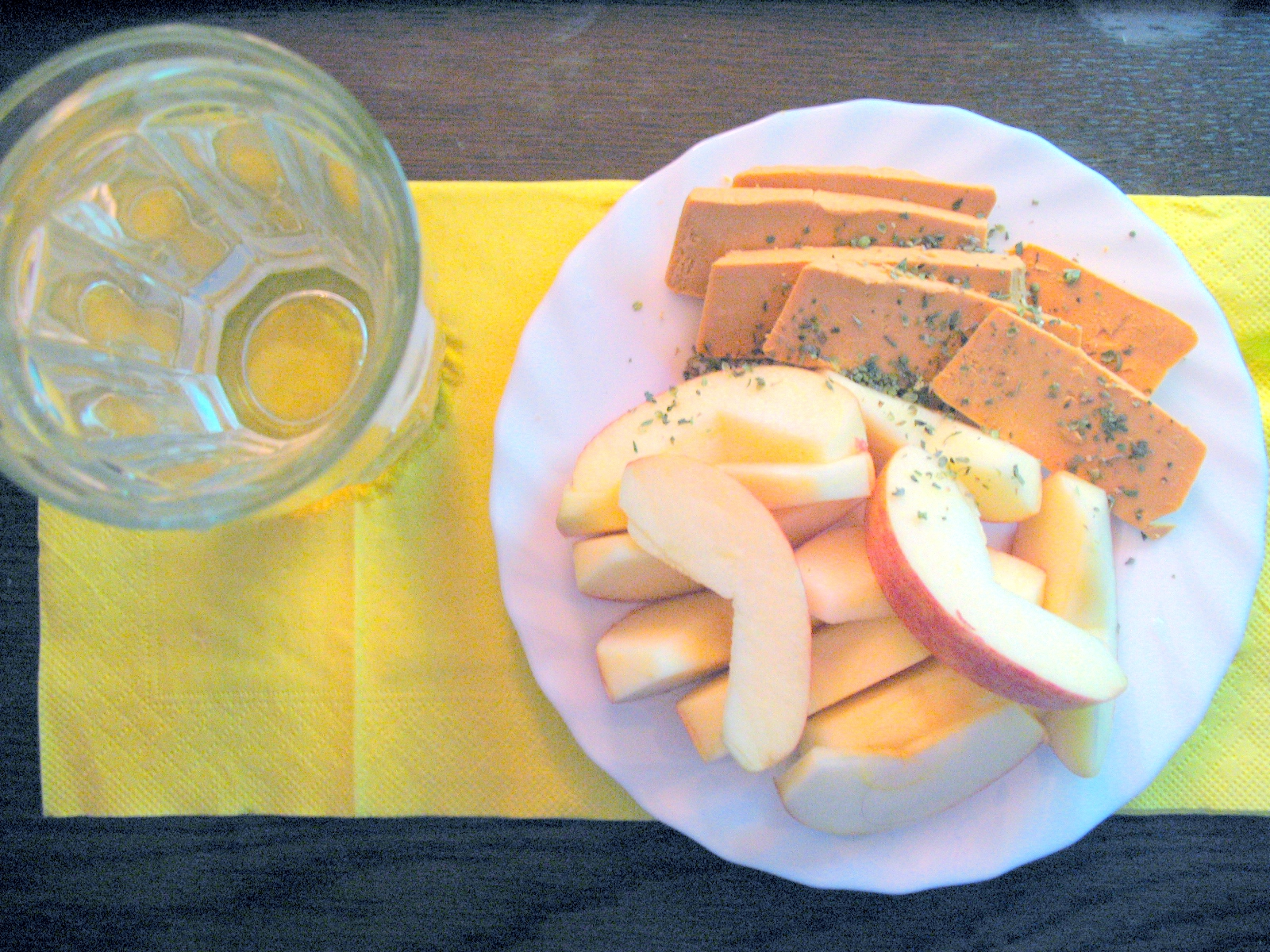
Tranches de fromage végétal sur un plateau de collation.

Un substitut de fromage est un produit alimentaire destiné à remplacer du fromage.
Selon sa finalité, le substitut doit avoir certaines caractéristiques, généralement une absence ou une teneur réduite en certains des composants d’un fromage classique : moins de protéines ou de lactose dans le cadre de certains régimes médicaux (phénylcétonurie, leucinose, insuffisance rénale, lactose, allergie au lait) ; fromages végétaux dans le cadre d’une alimentation végétalienne ; pas de présure animale dans le cadre d'un végétarisme strict ou pour respecter certaines convictions religieuses telles que la cacherout du judaïsme ; une économie de lait dans le cadre de l’industrie agroalimentaire.

## Régime hypoprotidique
Pour des raisons de santé, notamment la phénylcétonurie,, la leucinose ou l’insuffisance rénale, certaines personnes sont amenées à limiter leur consommation quotidienne de protéines (ou de certains acides aminés) en consommant des substituts hypoprotidiques des aliments protéinés courants, entre autres des substituts de fromage. Ceux-ci peuvent faire l’objet de prescriptions médicales et de remboursements par l’Assurance maladie.

## Substituts pour l'industrie agroalimentaire
L'industrie agroalimentaire a recours à ces substituts de fromage moins chers que le fromage ordinaire. Un premier « fromage analogue » substitut à base de protéines de lait, d'huile de palme et d'additifs a d'abord été proposé par la société américaine Cargill. Puis en 2009 cette société a introduit le Lygomme, une alternative entièrement végétale et encore moins chère que la première, utilisé pour remplacer le fromage dans des processus de fabrication industrielle, par exemple dans les pizzas. 
L'appellation « fromage » est interdite pour ce type de produit par la France et l'Union européenne, de sorte que le mot fromage ne peut être utilisé pour les désigner.